# Mark H. Sibley

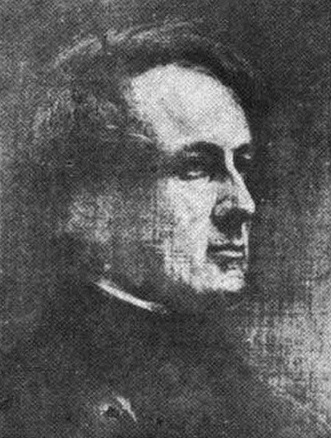
Mark H. Sibley

Mark Hopkins Sibley (* 1796 in Great Barrington, Massachusetts; † 8. September 1852 in Canandaigua, New York) war ein US-amerikanischer Jurist und Politiker. Zwischen 1837 und 1839 vertrat er den Bundesstaat New York im US-Repräsentantenhaus.

## Werdegang
Mark Hopkins Sibley schloss seine Vorstudien ab. Er studierte Jura. Nach dem Erhalt seiner Zulassung als Anwalt 1814 begann er in Canandaigua zu praktizieren. Er saß 1834 und 1835 in der New York State Assembly. Politisch gehörte er der Whig Party an. Bei den Kongresswahlen des Jahres 1836 für den 25. Kongress wurde Sibley im 26. Wahlbezirk von New York in das US-Repräsentantenhaus in Washington, D.C. gewählt, wo er am 4. März 1837 die Nachfolge von Francis Granger antrat. Er schied nach dem 3. März 1839 aus dem Kongress aus. 1841 saß er im Senat von New York. Er war zwischen 1847 und 1851 Richter im Ontario County. Danach praktizierte er wieder als Anwalt. Er verstarb ungefähr vier Jahre nach dem Ende des Mexikanisch-Amerikanischen Krieges in Canandaigua. Sein Leichnam wurde dann auf dem West Avenue Cemetery beigesetzt.